# Fannia ipinensis
Fannia ipinensis är en tvåvingeart som beskrevs av Chillcott 1961. Fannia ipinensis ingår i släktet Fannia och familjen takdansflugor. Inga underarter finns listade i Catalogue of Life.